# Gel
Gel je čvrst želatinozni mekani materijal koji može da ima svojstva u opsegu od mekog i slabog do tvrdog i žilavog. Gelovi su definisani kao znatno razblaženi umreženi sistem, koji ne manifestuje protok kad je u stabilnom stanju. Po težini, gelovi su uglavnom tečni, ali se ponašaju kao čvrste materije zbog trodimenzionalne unakrsno povezane mreže unutar tečnosti. To umrežavanje unutar tečnosti daje gelu njegovu strukturu (tvrdoću) i doprinosi njegovj adhezionoj lepljivosti. Na taj način gelovi su disperzija molekula tečnosti unutar čvrste supstance u kojoj su tečne čestice raspršene u čvrstom mediju. Reč gel je skovao škotski hemičar iz 19. veka, Tomas Graham, skraćujući reč gelatine (želatin).

Gel: Nefluidna koloidna mreža ili polimerna mreža koja je proširena kroz celokupnu zapreminu fluida.
Napomena 1: Gel ima konačan, obično prilično mali napon popuštanja.

Napomena 2: Gel može da sadrži: 
(i) mrežu kovalentnog polimera, npr. mrežu formiranu umrežavanjem polimernih lanaca ili nelinearnom polimerizacijom;
(ii) polimerne mreže formirane putem fizičke agregacije polimernih lanaca, što je uzrokovano vodoničnim vezama, kristalizacijom, formiranjem heliksa, kompleksiranjem, itd, što rezultira regionima lokalnog poretka koji deluju kao tačke umrežavanja. Nastala nabubrela mreža može se nazvati „termoreverzibilnim gelom” ako su područja lokalnog poretka termički reverzibilna; 
(iii) polimerne mreže formirane putem staklenih tačaka spajanja, npr., na bazi blok kopolimera. Ako su tačke spajanja termički reverzibilni staklasti domeni, rezultujuća nabubrela mreža takođe se može nazvati termoreverzibilnim gelom;
(iv) lamelarne strukture uključujući mezofaze definišu lamelarni kristal, npr. sapunski gelovi, fosfolipidi i gline; 
(v) neuređene strukture čestica, npr. flokulentni talog koji se obično sastoji od čestica velike geometrijske anizotropije, kao što je u  gelovima i globularnim ili fibrilarnim proteinskim gelovima.

Napomena 3: Ispravljeno iz, gde je definicija data preko svojstva identifikovanog u napomeni 1 (iznad), a ne strukturnih karakteristika koje opisuju gel.
Hidrogel: Gel u kome je sredstvo za bubrenje voda.
 
Napomena 1: Mrežna komponenta hidrogela je obično polimerna mreža.

Napomena 2: Hidrogel u kome je mrežna komponenta koloidna mreža može se nazivati akvagel.
Kserogel: Otvorena mreža formirana uklanjanjem svih sredstava za bubrenje iz gela.
Napomena: Primeri kserogela obuhvataju silika gel i isušene, kompaktne makromolekularne strukture, kao što su želatin ili guma. Detaljnije definicije su dostupne u literaturi.

## Sastav
Gelovi se sastoje od čvrste trodimenzionalne mreže koja obuhvata celokupnu zapreminu tečnog medija i zarobljava ga putem efekta površinskog napona. Ova unutrašnja mrežna struktura može biti rezultat fizičkih veza (fizički gelovi) ili hemijskih veza (hemijski gelovi), kao i kristalita ili drugih spojeva koji ostaju netaknuti unutar tečnosti koja se širi. Praktično bilo koja tečnost se može koristi kao dodatak uključujući vodu (hidrogelovi), ulje i vazduh (aerogel). Po težini i po zapremini, gelovi su uglavnom tečni po sastavu i tako pokazuju gustine slične onima kod njihovih sastavnih tečnosti. Jestivi žele je uobičajeni primer hidrogela i ima približno gustinu vode.

### Polijonski polimeri
Polijonski polimeri su polimeri sa jonskim funkcionalnim grupama. Jonska naelektrisanja sprečavaju stvaranje čvrsto omotanih polimernih lanaca. To im omogućava da više doprinose viskoznosti u svom rastegnutom stanju, jer rastegnuti polimer zauzima više prostora. To je i razlog što se gel očvršćava. Pogledajte polielektrolit za više informacija.

## Tipovi

### Hidrogelovi
Hidrogel je mreža polimernih lanaca koji su hidrofilni, i ponekad prisutni u koloidnom gelu u kome je voda disperzioni medijum. Trodimenzionalna čvrsta masa nastaje iz hidrofilnih polimernih lanaca koji se drže zajedno ukrštenim vezama. Zbog inherentnih unakrsnih veza, strukturni integritet hidrogelne mreže se ne rastvara pri visokoj koncentraciji vode. Hidrogelovi su visoko apsorbujući (mogu sadržati preko 90% vode) prirodne ili sintetičke polimerne mreže. Hidrogelovi takođe poseduju stepen fleksibilnosti koji je veoma sličan prirodnom tkivu, zbog njihovog značajnog sadržaja vode. Kao responzivni „pametni materijali”, hidrogelovi mogu da inkapsuliraju hemijske sisteme koji nakon stimulacije spoljašnjim faktorima, kao što je promena pH vrednosti, mogu da prouzrokuju oslobađanje specifičnih jedinjenja kao što je glukoza u okolinu, u većini slučajeva gel-sol prelazom u tečno stanje. Hemomehanički polimeri su uglavnom i hidrogelovi, koji nakon stimulacije menjaju svoju zapreminu i mogu da služe kao aktuatori ili senzori. Prva pojava termina 'hidrogel' u literaturi zapažena je 1894. godine.

### Organogelovi
Organogel je nekristalni, nestakleni termoreverzibilni (termoplastični) čvrsti materijal koji se sastoji od tečne organske faze zarobljene u trodimenzionalno umreženoj mreži. Tečnost može biti, na primer, organski rastvarač, mineralno ulje ili biljno ulje. Rastvorljivost i dimenzije čestica su važne karakteristike elastičnih svojstava i čvrstoće organogela. Često se ovi sistemi zasnivaju na samoformiranju molekula strukture. (Primer formiranja neželjene termoreverzibilne mreže je pojava kristalizacije voska u nafti.)
Organogelovi potencijalno imaju mnoštvo primena, kao što su farmaceutski proizvodi, kozmetika, konzervacija umetničkih dela, i hrana.

### Kserogelovi
Kserogel je čvrsta supstanca formirana iz gela sušenjem sa nesmetanim skupljanjem. Kserogeli obično zadržavaju visoku poroznost (15–50%) i ogromnu površinu (150–900 m²/g), zajedno sa vrlo malom veličinom pora (1–10 nm). Kada se uklanjanje rastvarača odvija u superkritičnim uslovima, mreža se ne skuplja i dobija se veoma porozan materijal niske gustine poznat kao aerogel. Toplotna obrada kserogela na povišenoj temperaturi dovodi do viskoznog sinterovanja (skupljanje kserogela usled male količine viskoznog protoka) i efikasnog transformisanja poroznog gela u gusto staklo.

### Nanokompozitni hidrogelovi
Nanokompozitni hidrogelovi ili hibridni hidrogelovi, su visoko hidratisane polimerne mreže, bilo fizički ili kovalentno umrežene jedne sa drugima i/ili sa nanočesticama ili nanostrukturama. Nanokompozitni hidrogelovi mogu da imitiraju svojstva prirodnog tkiva, njegovu strukturu i mikrookruženje zbog njihove hidrirane i unakrsno povezane porozne strukture. Širok spektar nanočestica, kao što su one na bazi ugljenika, polimernih, keramičkih i metalnih nanomaterijala, mogu da budu inkorporirane u strukturu hidrogela da bi se dobili nanokompoziti sa prilagođenom funkcionalnošću. Nanokompozitni hidrogelovi mogu biti konstruisani tako da poseduju superiorna fizička, hemijska, električna i biološka svojstva.

## Svojstva
Mnogi gelovi ispoljavaju tiksotropiju - oni postaju fluidni kada se uznemire, ali se ponovo očvršćuju kad odstoje. Generalno, gelovi su očigledno čvrsti materijali slični želeu. Oni su vrsta nenjutnovskog fluida. Zamenom tečnosti gasom moguće je pripremiti aerogelove, materijale sa izuzetnim svojstvima, uključujući veoma nisku gustinu i visoke specifične površine, koji imaju odlična toplotno izolaciona svojstva.

## Gelovi životinjskog porekla
Neke vrste izlučuju gelove koji su efikasni u kontroli parazita. Na primer, crni delfin izlučuje enzimski gel koji leži na spoljašnjoj površini ove životinje i pomaže u sprečavanju drugih organizama da uspostavljaju kolonije na površini tela ovih kitova.
Hidrogelovi koji se prirodno javljaju na telu obuhvataju šlajm, staklasto telo oka, hrskavičavo tkivo, tetive i krvne ugruške. Njihova viskoelastična priroda dovodi do toga da se telesna komponenta mekog tkiva razlikuje od čvrstog tkiva skeletnog sistema baziranog na mineralima. Istraživači aktivno razvijaju sintetičke izvedene tehnologije zamene tkiva bazirane na hidrogelovima, za privremene implantante (razgradive), kao i za trajne implantante (nerazgradive). Specifični primeri upotrebe hidrogelova su kao zamena međupršljenskog diska, zamena hrskavice i modeli sintetičkih tkiva.

## Spoljašnje veze
- IUPAC. „xerogel”. Kompendijum hemijske terminologije (Internet izdanje).